# Бедреница
Бедреницата (Saxifraga stolonifera) е вид покритосеменни растения от семейство Каменоломкови (Saxifragaceae). Те са многогодишни тревисти растения, разпространени в Азия. Използват се като градински декоративни растения.